# Robert Dalby
Robert Dalby († 16. března 1589, York) byl anglický římskokatolický kněz a mučedník. Katolická církev ho uctívá jako blahoslaveného.

## Život
Pocházel z Hemingbroughu ve West Riding of Yorkshire (dnes Severní Yorkshire). Původně byl protestantským kazatelem. Stal se katolíkem a 30. září 1586 nastoupil na studia English College v Remeši. Dne 16. dubna 1588 byl v Châlons vysvěcen na kněze. Dne 25. srpna téhož roku se vydal do Anglie. Byl zatčen téměř okamžitě když dorazil do přístavního města Scarborough na pobřeží Yorkshiru. Uvězněn byl na hradu York. Vzhledem k zákonu z roku 1585, podle kterého je být katolickým knězem v Anglii hrdelním zločinem, byl odsouzen k oběšení, utahání koňmi a rozčtvrcení. Poprava proběhla nedaleko Yorku dne 16. března 1589. Spolu sním byl popraven další kněz John Amias.

## Proces blahořečení
Dne 19. června 1874 byl v arcidiecézi Westminster zahájen informační proces pro přípravu blahořečení jeho a dalších 106 mučedníků Anglie a Walesu. Dne 9. prosince 1886 byl zahájen proces blahořečení.
Dne 8. prosince 1929 uznal papež Pius XI. jejich mučednictví. Blahořečeni byli 15. prosince 1929.